# Wereldkampioenschap superbike van Jerez 2015
Het wereldkampioenschap superbike van Jerez 2015 was de elfde ronde van het wereldkampioenschap superbike en de tiende ronde van het wereldkampioenschap Supersport 2015. De races werden verreden op 20 september 2015 op het Circuito Permanente de Jerez nabij Jerez de la Frontera, Spanje.
Jonathan Rea werd gekroond tot kampioen in de superbike-klasse met een vierde plaats in de eerste race van het weekend, wat genoeg was om zijn laatste concurrent Chaz Davies voor te kunnen blijven.

## Superbike

### Race 1
| Pos | Nr | Rijder               | Constructeur | Rondes | Tijd      | Grid | Punten |
| --- | -- | -------------------- | ------------ | ------ | --------- | ---- | ------ |
| 1   | 66 | Tom Sykes            | Kawasaki     | 20     | 34:14.685 | 1    | 25     |
| 2   | 7  | Chaz Davies          | Ducati       | 20     | +2.865    | 6    | 20     |
| 3   | 60 | Michael van der Mark | Honda        | 20     | +6.665    | 4    | 16     |
| 4   | 65 | Jonathan Rea         | Kawasaki     | 20     | +9.059    | 2    | 13     |
| 5   | 91 | Leon Haslam          | Aprilia      | 20     | +9.318    | 11   | 11     |
| 6   | 55 | Michele Pirro        | Ducati       | 20     | +10.466   | 7    | 10     |
| 7   | 22 | Alex Lowes           | Suzuki       | 20     | +15.945   | 9    | 9      |
| 8   | 15 | Matteo Baiocco       | Ducati       | 20     | +18.020   | 8    | 8      |
| 9   | 2  | Leon Camier          | MV Agusta    | 20     | +18.654   | 13   | 7      |
| 10  | 1  | Sylvain Guintoli     | Honda        | 20     | +19.510   | 10   | 6      |
| 11  | 44 | David Salom          | Kawasaki     | 20     | +24.441   | 12   | 5      |
| 12  | 81 | Jordi Torres         | Aprilia      | 20     | +29.247   | 5    | 4      |
| 13  | 40 | Román Ramos          | Kawasaki     | 20     | +35.768   | 16   | 3      |
| 14  | 36 | Leandro Mercado      | Ducati       | 20     | +37.933   | 14   | 2      |
| 15  | 86 | Ayrton Badovini      | BMW          | 20     | +40.147   | 17   | 1      |
| 16  | 14 | Randy de Puniet      | Suzuki       | 20     | +40.275   | 15   |        |
| 17  | 59 | Niccolò Canepa       | Ducati       | 20     | +45.846   | 3    |        |
| 18  | 75 | Gábor Rizmayer       | BMW          | 20     | +1:15.451 | 20   |        |
| 19  | 48 | Alex Phillis         | Kawasaki     | 19     | +1 ronde  | 22   |        |
| 20  | 10 | Imre Tóth            | BMW          | 19     | +1 ronde  | 21   |        |
| 21  | 23 | Christophe Ponsson   | Kawasaki     | 17     | +3 ronden | 18   |        |
| 22  | 45 | Gianluca Vizziello   | Kawasaki     | 17     | +3 ronden | 19   |        |

### Race 2
| Pos | Nr | Rijder               | Constructeur | Rondes | Tijd        | Grid | Punten |
| --- | -- | -------------------- | ------------ | ------ | ----------- | ---- | ------ |
| 1   | 7  | Chaz Davies          | Ducati       | 20     | 34:29.546   | 6    | 25     |
| 2   | 81 | Jordi Torres         | Aprilia      | 20     | +1.840      | 5    | 20     |
| 3   | 91 | Leon Haslam          | Aprilia      | 20     | +2.335      | 11   | 16     |
| 4   | 65 | Jonathan Rea         | Kawasaki     | 20     | +7.619      | 2    | 13     |
| 5   | 66 | Tom Sykes            | Kawasaki     | 20     | +11.500     | 1    | 11     |
| 6   | 15 | Matteo Baiocco       | Ducati       | 20     | +12.705     | 8    | 10     |
| 7   | 55 | Michele Pirro        | Ducati       | 20     | +12.995     | 7    | 9      |
| 8   | 2  | Leon Camier          | MV Agusta    | 20     | +15.332     | 13   | 8      |
| 9   | 1  | Sylvain Guintoli     | Honda        | 20     | +18.411     | 10   | 7      |
| 10  | 36 | Leandro Mercado      | Ducati       | 20     | +21.544     | 14   | 6      |
| 11  | 59 | Niccolò Canepa       | Ducati       | 20     | +23.448     | 3    | 5      |
| 12  | 44 | David Salom          | Kawasaki     | 20     | +27.790     | 12   | 4      |
| 13  | 60 | Michael van der Mark | Honda        | 20     | +31.948     | 4    | 3      |
| 14  | 86 | Ayrton Badovini      | BMW          | 20     | +33.001     | 17   | 2      |
| 15  | 23 | Christophe Ponsson   | Kawasaki     | 20     | +55.353     | 18   | 1      |
| 16  | 75 | Gábor Rizmayer       | BMW          | 20     | +1:09.045   | 20   |        |
| 17  | 45 | Gianluca Vizziello   | Kawasaki     | 20     | +1:24.797   | 19   |        |
| 18  | 22 | Alex Lowes           | Suzuki       | 20     | +1:37.110   | 9    |        |
| 19  | 48 | Alex Phillis         | Kawasaki     | 19     | +1:42.754   | 22   |        |
| 20  | 10 | Imre Tóth            | BMW          | 20     | +1:43.004   | 21   |        |
| DNF | 40 | Román Ramos          | Kawasaki     | 19     | Uitgevallen | 16   |        |
| DNF | 14 | Randy de Puniet      | Suzuki       | 5      | Uitgevallen | 15   |        |

## Supersport
| Pos | Nr  | Rijder                | Constructeur | Rondes | Tijd         | Grid | Punten |
| --- | --- | --------------------- | ------------ | ------ | ------------ | ---- | ------ |
| 1   | 54  | Kenan Sofuoğlu        | Kawasaki     | 19     | 33:17.651    | 1    | 25     |
| 2   | 99  | P.J. Jacobsen         | Honda        | 19     | +1.037       | 3    | 20     |
| 3   | 87  | Lorenzo Zanetti       | MV Agusta    | 19     | +2.020       | 2    | 16     |
| 4   | 111 | Kyle Smith            | Honda        | 19     | +3.561       | 5    | 13     |
| 5   | 88  | Nicolás Terol         | MV Agusta    | 19     | +7.777       | 11   | 11     |
| 6   | 5   | Marco Faccani         | Kawasaki     | 19     | +11.391      | 4    | 10     |
| 7   | 25  | Alex Baldolini        | MV Agusta    | 19     | +16.822      | 9    | 9      |
| 8   | 11  | Christian Gamarino    | Kawasaki     | 19     | +28.339      | 13   | 8      |
| 9   | 19  | Kevin Wahr            | Honda        | 19     | +29.997      | 16   | 7      |
| 10  | 44  | Roberto Rolfo         | Honda        | 19     | +31.822      | 10   | 6      |
| 11  | 6   | Dominic Schmitter     | Kawasaki     | 19     | +41.505      | 15   | 5      |
| 12  | 24  | Marcos Ramírez        | Honda        | 19     | +41.840      | 19   | 4      |
| 13  | 41  | Aiden Wagner          | Honda        | 19     | +41.967      | 17   | 3      |
| 14  | 36  | Martín Cárdenas       | Honda        | 19     | +47.343      | 12   | 2      |
| 15  | 119 | János Chrobák         | Honda        | 19     | +47.582      | 22   | 1      |
| 16  | 68  | Glenn Scott           | Honda        | 19     | +50.863      | 23   |        |
| 17  | 89  | Christian Palomares   | Yamaha       | 19     | +55.798      | 18   |        |
| 18  | 95  | Miroslav Popov        | MV Agusta    | 19     | +55.827      | 24   |        |
| 19  | 92  | Dávid Juhász          | Honda        | 19     | +1:00.942    | 21   |        |
| 20  | 10  | Nacho Calero          | Honda        | 19     | +1:16.337    | 25   |        |
| 21  | 13  | Šarūnas Pladas        | Yamaha       | 19     | +1:39.171    | 27   |        |
| DNF | 43  | Kevin Manfredi        | Honda        | 10     | Uitgevallen  | 20   |        |
| DNF | 52  | Vladimir Leonov       | Yamaha       | 9      | Ongeluk      | 8    |        |
| DNF | 4   | Gino Rea              | Honda        | 6      | Ongeluk      | 7    |        |
| DNF | 61  | Fabio Menghi          | Yamaha       | 5      | Uitgevallen  | 14   |        |
| DNF | 14  | Lucas Mahias          | Yamaha       | 1      | Uitgevallen  | 6    |        |
| DNS | 53  | Nicola Morrentino jr. | MV Agusta    | 0      | Niet gestart | 26   |        |

## Tussenstanden na wedstrijd

### Superbike
| Pos | Nr | Rijder       | Team     | Punten |
| --- | -- | ------------ | -------- | ------ |
| 1   | 65 | Jonathan Rea | Kawasaki | 478    |
| 2   | 7  | Chaz Davies  | Ducati   | 353    |
| 3   | 66 | Tom Sykes    | Kawasaki | 331    |
| 4   | 91 | Leon Haslam  | Aprilia  | 286    |
| 5   | 81 | Jordi Torres | Aprilia  | 210    |

### Supersport
| Pos | Nr | Rijder          | Team      | Punten |
| --- | -- | --------------- | --------- | ------ |
| 1   | 54 | Kenan Sofuoğlu  | Kawasaki  | 193    |
| 2   | 99 | P.J. Jacobsen   | Honda     | 160    |
| 3   | 16 | Jules Cluzel    | MV Agusta | 155    |
| 4   | 87 | Lorenzo Zanetti | MV Agusta | 129    |
| 5   | 4  | Gino Rea        | Honda     | 88     |

1990 · 2013 · 2014 · 2015 · 2016 · 2017 · 2019 · 2020 · 2021 · 2023 · 2024 · 2025